# Medio Sitio
Medio Sitio es una localidad del estado mexicano de Guanajuato. Es parte del municipio de Silao de la Victoria.

## Demografía
| Gráfica de evolución demográfica |
|                                  |

| Censo | Población |
| ----- | --------- |
| 1900  | 231       |
| 1910  | 151       |
| 1921  | 206       |
| 1930  | 141       |
| 1940  | 276       |
| 1950  | 153       |
| 1960  | 325       |
| 1970  | 520       |
| 1980  | 376       |
| 1990  | 741       |
| 2000  | 854       |
| 2010  | 1 490     |
| 2020  | 1 922     |